# Campeonato Sudamericano Sub-20 de 1997
El Campeonato sudamericano sub-20 de 1997 se llevó a cabo en Chile entre el 16 de enero y el 2 de febrero del año 1997, clasificando a las cuatro mejores selecciones que representaron a sus respectivos países en  la Copa Mundial de Fútbol Juvenil de 1997. 
La Selección Argentina resultó ser la flameante campeona de este Campeonato, por segunda vez en su historia, hazaña que había logrado en 1967 en Paraguay, asegurando junto a Brasil, Paraguay y Uruguay la clasificación a la Copa Mundial de Fútbol Juvenil de 1997.

## Sedes
Las sedes de este campeonato fueron:
| Ciudad    | Estadio                            |
| --------- | ---------------------------------- |
| Iquique   | Estadio Tierra de Campeones        |
| La Serena | Estadio La Portada                 |
| Coquimbo  | Estadio Francisco Sánchez Rumoroso |

## Participantes
Participaron en el torneo los equipos representativos de las 10 asociaciones nacionales afiliadas a la Confederación Sudamericana de Fútbol:
| Equipos participantes | Equipos participantes | Equipos participantes | Equipos participantes | Equipos participantes |
| --------------------- | --------------------- | --------------------- | --------------------- | --------------------- |
| Argentina             | Bolivia               | Brasil                | Chile                 | Colombia              |
| Ecuador               | Paraguay              | Perú                  | Uruguay               | Venezuela             |

## Primera fase
Los 10 equipos participantes en la primera fase se dividieron en 2 grupos de 5 equipos cada uno. Luego de una liguilla simple (a una sola rueda de partidos), pasaron a segunda ronda los equipos que ocuparon las posiciones primera, segunda y tercera de cada grupo.
En caso de empate en puntos en cualquiera de las posiciones, la clasificación se determinó siguiendo en orden los siguientes criterios:
- Diferencia de goles.
- Cantidad de goles marcados.
- El resultado del partido jugado entre los empatados.
- Por sorteo.

### Grupo A
| Equipo    | Pts | PJ | PG | PE | PP | GF | GC | Dif |
| --------- | --- | -- | -- | -- | -- | -- | -- | --- |
| Brasil    | 12  | 4  | 4  | 0  | 0  | 17 | 4  | 13  |
| Venezuela | 7   | 4  | 2  | 1  | 1  | 9  | 15 | -6  |
| Chile     | 6   | 4  | 2  | 0  | 2  | 8  | 8  | 0   |
| Perú      | 2   | 4  | 0  | 2  | 2  | 3  | 7  | -4  |
| Ecuador   | 1   | 4  | 0  | 1  | 3  | 1  | 4  | -3  |

| 16 de enero de 1997 | Chile                 | 3:1 | Perú    | Estadio Tierra de Campeones, Iquique |               |
|                     | Neira · Arrué · Navia |     | Lobatón | Árbitro(s): ?                        | Árbitro(s): ? |

| 16 de enero de 1997 | Venezuela | 2:10 | Brasil                                              | Estadio Tierra de Campeones, Iquique |               |
|                     | Noriega   |      | Adaílton · Alex · Athirson · Marco Aurélio · Kléber | Árbitro(s): ?                        | Árbitro(s): ? |

| 18 de enero de 1997 | Chile | 3:4 | Venezuela | Estadio Tierra de Campeones, Iquique |  |
|                     |       |     |           | Árbitro(s): ?                        |  |

| 18 de enero de 1997 | Ecuador      | 1:2 | Brasil         | Estadio Tierra de Campeones, Iquique |               |
|                     | Kaviedes 45' |     | Fabiano · Alex | Árbitro(s): ?                        | Árbitro(s): ? |

| 21 de enero de 1997 | Brasil                  | 2:0 | Perú | Estadio Tierra de Campeones, Iquique |               |
|                     | Fabiano · Marco Aurélio |     |      | Árbitro(s): ?                        | Árbitro(s): ? |

| 21 de enero de 1997 | Venezuela | 1:0 | Ecuador | Estadio Tierra de Campeones, Iquique |  |
|                     |           |     |         | Árbitro(s): ?                        |  |

| 23 de enero de 1997 | Chile | 1:0 | Ecuador | Estadio Tierra de Campeones, Iquique |  |
|                     |       |     |         | Árbitro(s): ?                        |  |

| 23 de enero de 1997 | Perú | 2:2 | Venezuela | Estadio Tierra de Campeones, Iquique |  |
|                     |      |     |           | Árbitro(s): ?                        |  |

| 25 de enero de 1997 | Chile | 1:3 | Brasil | Estadio Tierra de Campeones, Iquique |  |
|                     |       |     |        | Árbitro(s): ?                        |  |

| 25 de enero de 1997 | Perú | 0:0 | Ecuador | Estadio Tierra de Campeones, Iquique |  |
|                     |      |     |         | Árbitro(s): ?                        |  |

### Grupo B
| Equipo    | Pts | PJ | PG | PE | PP | GF | GC | Dif |
| --------- | --- | -- | -- | -- | -- | -- | -- | --- |
| Uruguay   | 10  | 4  | 3  | 1  | 0  | 7  | 3  | 4   |
| Argentina | 7   | 4  | 2  | 1  | 1  | 8  | 5  | 3   |
| Paraguay  | 6   | 4  | 2  | 0  | 2  | 8  | 8  | 0   |
| Colombia  | 5   | 4  | 1  | 2  | 1  | 6  | 8  | -2  |
| Bolivia   | 0   | 4  | 0  | 0  | 4  | 5  | 10 | -5  |

| 17 de enero de 1997 | Colombia                                | 4:3 | Bolivia                      | Estadio La Portada, La Serena |               |
|                     | Téllez 8' 10' · Muñoz 16' · Quicena 49' |     | Peña 26' 75' · Gutiérrez 82' | Árbitro(s): ?                 | Árbitro(s): ? |

| 17 de enero de 1997 | Argentina                                   | 5:2 | Paraguay      | Estadio La Portada, La Serena |               |
|                     | Romeo 9' 73' · Aimar 18' · Riquelme 67' 85' |     | Román 55' 57' | Árbitro(s): ?                 | Árbitro(s): ? |

| 19 de enero de 1997 | Uruguay                              | 3:1 | Paraguay | Estadio Francisco Sánchez Rumoroso, Coquimbo |               |
|                     | Gabriel Migliónico · Nicolás Olivera |     |          | Árbitro(s): ?                                | Árbitro(s): ? |

| 19 de enero de 1997 | Argentina | 1:1 | Colombia  | Estadio Francisco Sánchez Rumoroso, Coquimbo |               |
|                     | Aimar 35' |     | Téllez 3' | Árbitro(s): ?                                | Árbitro(s): ? |

| 22 de enero de 1997 | Argentina | 2:1 | Bolivia | Estadio La Portada, La Serena |  |
|                     |           |     |         | Árbitro(s): ?                 |  |

| 22 de enero de 1997 | Uruguay      | 1:1 | Colombia     | Estadio La Portada, La Serena |               |
|                     | Zalayeta 47' |     | Quintana 38' | Árbitro(s): ?                 | Árbitro(s): ? |

| 24 de enero de 1997 | Paraguay                                      | 3:0 | Colombia | Estadio Francisco Sánchez Rumoroso, Coquimbo |               |
|                     | Esquivel 45' · Varón 70' (a.g.) · Ramírez 77' |     |          | Árbitro(s): ?                                | Árbitro(s): ? |

| 24 de enero de 1997 | Bolivia       | 1:2 | Uruguay          | Estadio Francisco Sánchez Rumoroso, Coquimbo |               |
|                     | Gutiérrez 29' |     | Zalayeta 34' 78' | Árbitro(s): ?                                | Árbitro(s): ? |

| 26 de enero de 1997 | Bolivia | 0:2 | Paraguay | Estadio Francisco Sánchez Rumoroso, Coquimbo |  |
|                     |         |     |          | Árbitro(s): ?                                |  |

| 26 de enero de 1997 | Uruguay     | 1:0 | Argentina | Estadio Francisco Sánchez Rumoroso, Coquimbo |               |
|                     | Carlos Díaz |     |           | Árbitro(s): ?                                | Árbitro(s): ? |

## Fase Final
| Equipo    | Pts | PJ | PG | PE | PP | GF | GC | Dif |
| --------- | --- | -- | -- | -- | -- | -- | -- | --- |
| Argentina | 11  | 5  | 3  | 2  | 0  | 10 | 2  | 8   |
| Brasil    | 8   | 5  | 2  | 2  | 1  | 9  | 6  | 3   |
| Paraguay  | 8   | 5  | 2  | 2  | 1  | 5  | 6  | -1  |
| Uruguay   | 6   | 5  | 1  | 3  | 1  | 7  | 5  | 2   |
| Venezuela | 4   | 5  | 1  | 1  | 3  | 7  | 11 | -4  |
| Chile     | 2   | 5  | 0  | 2  | 3  | 5  | 13 | -8  |

| 29 de enero de 1997 | Argentina                    | 3:0 | Venezuela | Estadio La Portada, La Serena |               |
|                     | Quintana 60' · Aimar · Romeo |     |           | Árbitro(s): ?                 | Árbitro(s): ? |

| 29 de enero de 1997 | Brasil          | 3:0 | Paraguay | Estadio La Portada, La Serena |               |
|                     | Adaílton · Alex |     |          | Árbitro(s): ?                 | Árbitro(s): ? |

| 29 de enero de 1997 | Chile        | 2:2 | Uruguay                       | Estadio La Portada, La Serena |               |
|                     | Neira 6' 42' |     | Migliónico 43' · Zalayeta 67' | Árbitro(s): ?                 | Árbitro(s): ? |

| 31 de enero de 1997 | Paraguay | 2:1 | Venezuela | Estadio Francisco Sánchez Rumoroso, Coquimbo |               |
|                     | Ramírez  |     | Noriega   | Árbitro(s): ?                                | Árbitro(s): ? |

| 31 de enero de 1997 | Argentina  | 1:1 | Uruguay   | Estadio Francisco Sánchez Rumoroso, Coquimbo |               |
|                     | Samuel 85' |     | López 40' | Árbitro(s): ?                                | Árbitro(s): ? |

| 31 de enero de 1997 | Chile                | 2:4 | Brasil                                                    | Estadio Francisco Sánchez Rumoroso, Coquimbo |               |
|                     | Navia 5' · Neira 84' |     | Sidney 2' · Fabiano 3' · Adaílton 60' · Marco Aurélio 73' | Árbitro(s): ?                                | Árbitro(s): ? |

| 2 de febrero de 1997 | Venezuela | 0:3 | Uruguay | Estadio La Portada, La Serena |  |
|                      |           |     |         | Árbitro(s): ?                 |  |

| 2 de febrero de 1997 | Argentina | 2:0 | Brasil | Estadio La Portada, La Serena |  |
|                      |           |     |        | Árbitro(s): ?                 |  |

| 2 de febrero de 1997 | Chile | 0:0 | Paraguay | Estadio La Portada, La Serena |  |
|                      |       |     |          | Árbitro(s): ?                 |  |

| 5 de febrero de 1997 | Brasil | 2:2 | Venezuela | Estadio Francisco Sánchez Rumoroso, Coquimbo |  |
|                      |        |     |           | Árbitro(s): ?                                |  |

| 5 de febrero de 1997 | Uruguay | 1:2 | Paraguay | Estadio Francisco Sánchez Rumoroso, Coquimbo |  |
|                      |         |     |          | Árbitro(s): ?                                |  |

| 5 de febrero de 1997 | Chile | 0:3 | Argentina | Estadio Francisco Sánchez Rumoroso, Coquimbo |  |
|                      |       |     |           | Árbitro(s): ?                                |  |

| 7 de febrero de 1997 | Uruguay | 0:0 | Brasil | Estadio La Portada, La Serena |  |
|                      |         |     |        | Árbitro(s): ?                 |  |

| 7 de febrero de 1997 | Argentina | 1:1 | Paraguay | Estadio La Portada, La Serena |  |
|                      |           |     |          | Árbitro(s): ?                 |  |

| 7 de febrero de 1997 | Chile | 1:4 | Venezuela | Estadio La Portada, La Serena |  |
|                      |       |     |           | Árbitro(s): ?                 |  |

| Argentina                        |
| Campeón Argentina Segundo título |

## Clasificados alMundial Sub-20 Malasia 1997
| Argentina | Brasil | Paraguay | Uruguay |
| --------- | ------ | -------- | ------- |

## Distinciones individuales

### Goleadores
| Jugador            | Selección | Goles |
| ------------------ | --------- | ----- |
| Adaílton           | Brasil    | 8     |
| Daniel Noriega     | Venezuela | 7     |
| Marco Aurelio      | Brasil    | 5     |
| Manuel Neira       | Chile     | 5     |
| Marcelo Zalayeta   | Uruguay   | 5     |
| Pablo Aimar        | Argentina | 4     |
| Gabriel Migliónico | Uruguay   | 4     |
| César Ramírez      | Paraguay  | 4     |
| Bernardo Romeo     | Argentina | 4     |

### Equipo ideal
El equipo ideal del torneo fue elegido por los periodistas registrados en el mismo.
| Porteros       | Defensores                                          | Mediocampistas                                                     | Delanteros                   |
| -------------- | --------------------------------------------------- | ------------------------------------------------------------------ | ---------------------------- |
| José Fernández | Pablo Contreras Martín Rivas Walter Samuel Athirson | Juan Román Riquelme Christian Callejas Pablo Aimar Nicolás Olivera | César Ramírez Daniel Noriega |